# Марк Гавий Сквилла Галликан (консул 127 года)
Марк Га́вий Скви́лла Галлика́н (лат. Marcus Gavius Squilla Gallicanus; умер после 127 года) — римский политический деятель, занимавший должность ординарного консула в 127 году.

## Биография
Родиной Галликана был итальянский город Верона. Когномен же «Сквилл» (от лат. Squillus/Squilla — скилл, род мелкого краба) впервые встречается у Лициниев ещё в эпоху поздней Республики (под 48 годом до н. э.). 
О гражданско-политической карьере Марка Гавия известно лишь то, что в 127 году он занимал должность ординарного консула с Титом Атилием Руфом Тицианом.
Сыном Сквиллы Галликана был консул 150 года, носивший такое же имя.